# Alchemilla epidasys
Alchemilla epidasys är en rosväxtart som beskrevs av Werner Hugo Paul Rothmaler. Alchemilla epidasys ingår i släktet daggkåpor, och familjen rosväxter. Inga underarter finns listade i Catalogue of Life.